# Leucania albistriga
Leucania albistriga är en fjärilsart som beskrevs av J. Peter Maassen 1890. Leucania albistriga ingår i släktet Leucania och familjen nattflyn. Inga underarter finns listade i Catalogue of Life.